# Ford Mondeo V
La Ford Mondeo V (oppure Mondeo MkV o Mk5) è un'autovettura di segmento E prodotta dalla casa automobilistica statunitense Ford dal 2022.
Si tratta della quinta generazione dell'omonima berlina Ford.

## Storia

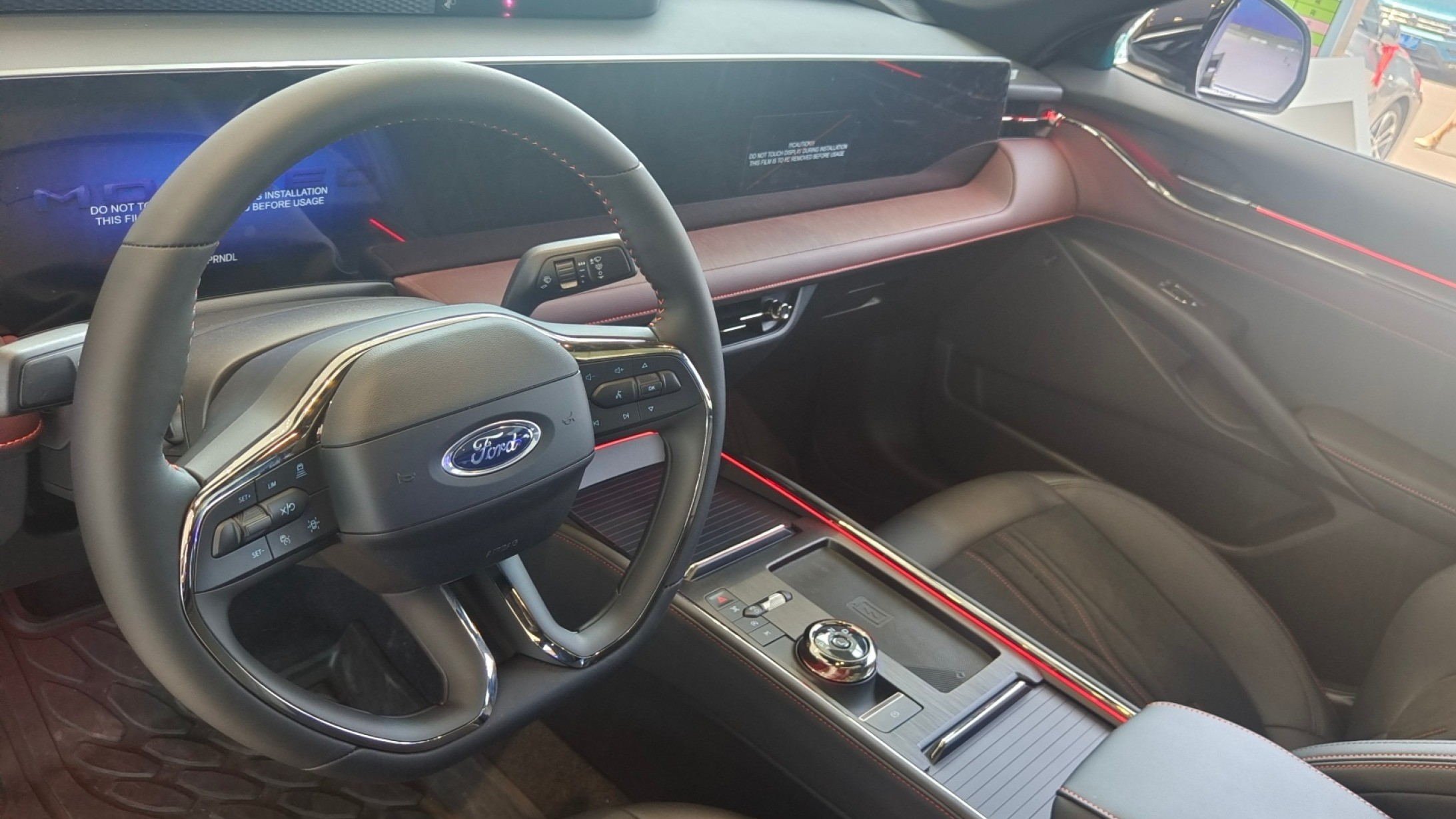
interni

La Mondeo di quinta generazione è stata presentata in Cina nel gennaio 2022. Ford ha dichiarato che il modello è stato progettato per essere venduto esclusivamente nel mercato cinese e non ci sono piani per un'eventuale esportazione in Europa o in Nord America (dove veniva venduta come Ford Fusion). 
La nuova Mondeo viene costruita attraverso la joint venture Changan Ford nell’impianto cinese di Chongqing. È alimentata dal motore a benzina turbo CAF488WQC da 2,0 litri prodotto dalla Changan Ford con una potenza di 238 CV (175 kW) e 376 Nm di coppia, che conferisce all'auto una velocità massima di 225 chilometri all'ora. La Mondeo utilizza un cambio automatico a otto velocità ed è a trazione anteriore.
Questa generazione di Mondeo è venduta anche nei paesi del GCC come Ford Taurus, con un medesimo propulsore, ma che produce 232 CV e 388 Nm.